# Нижня Ослянка
Нижня Осля́нка (рос. Нижняя Ослянка) — присілок у складі Нижньотагільського міського округу Свердловської області.
Населення — 5 осіб (2010, 8 2002).
Національний склад станом на 2002 рік: росіяни — 100 %.